# 新日本百景
新日本百景（しんにほんひゃっけい）とは、1927年（昭和2年）に日本新八景と同時に選定された日本百景に対して、新たに日本を代表する景勝地として選定された100の景勝地。
新日本百景を選定するという試みは複数あるが、最も有名なものは、1958年（昭和33年）に、週刊読売が一般公募し、その得票数によって選定したものである。
他に、1938年から1941年にかけて日本版画協会が選定し、会員が版画作品を制作したもの（第1期50景が選定され、そのうち39点が刊行された時点で中断）等がある。
なお、矢作俊彦は『新ニッポン百景』と題した週刊ポストの連載で、現代日本社会を象徴する風景を取り上げ、鋭く批評している。

## 週刊読売選定の新日本百景の例

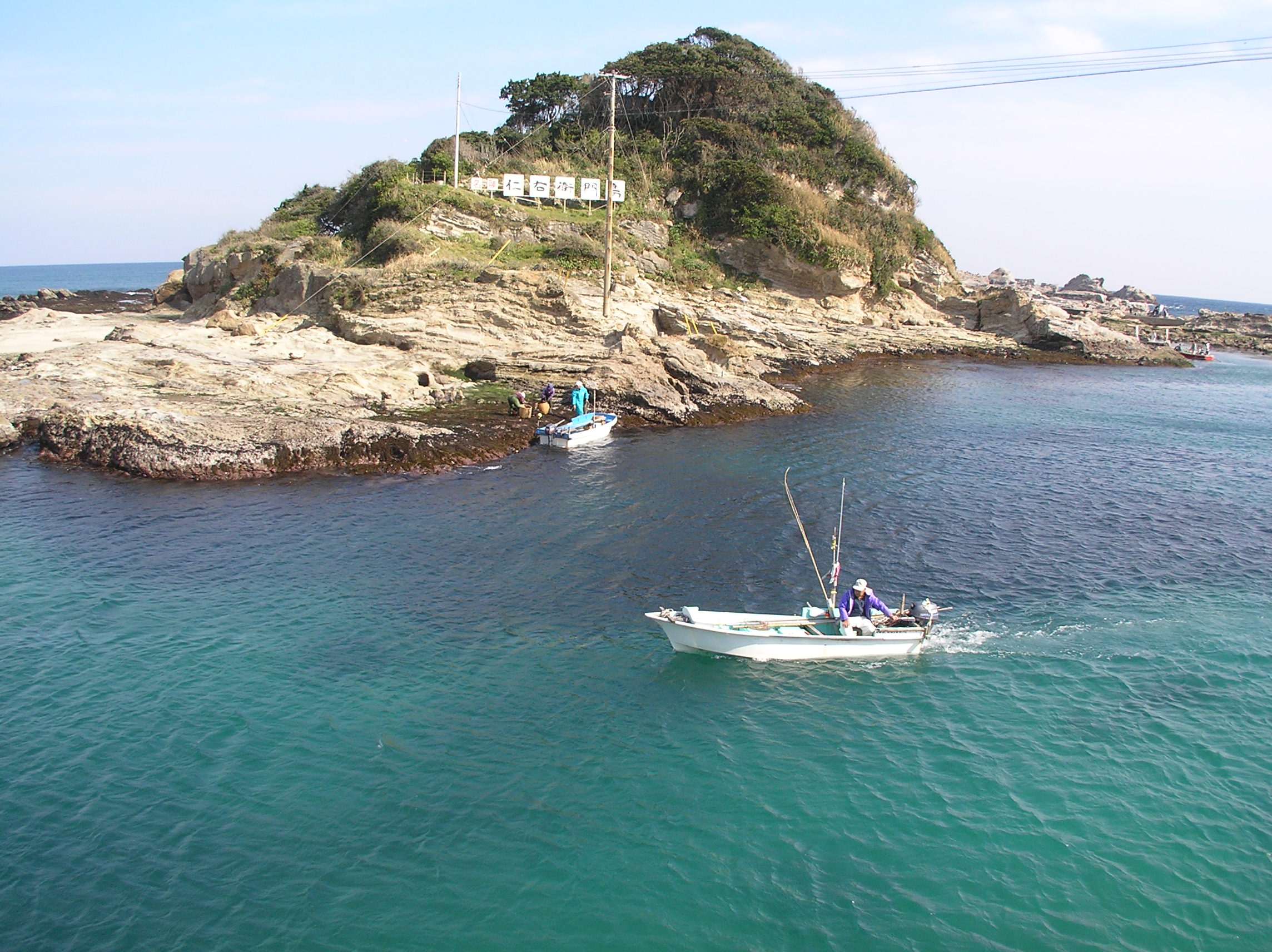
仁右衛門島

- 函館山（北海道）
- 官庁街通り（青森県）
- 高田松原（岩手県）
- 偕楽園（茨城県）
- 仁右衛門島（千葉県）
- 鴨川松島（千葉県）
- 間瀬湖（埼玉県）
- 別子ライン（愛媛県）